# Thermen (vals)
Thermen, op. 245, är en vals av Johann Strauss den yngre. Den spelades första gången den 22 januari 1861 i Sofiensäle i Wien. 

## Historia
Liksom på många platser rumt omkring i Europa hade Österrike en lång tradition av fashionabla spainrättningar där människor sökte den läkande effekten från de heta källorna och det hälsobringande brunnsvattnet. När medicinstudenterna beställde en vals till deras karnevalsbal valde Strauss titeln Thermen (Termer) då det inom läkekonsten förekom behandlingar med varma bad. Valsen framfördes den 22 januari 1861.
Valsen skulle komma att bli en stor favorit hos den ryska publiken när Strauss framförde den under sin konsertturné där sommaren 1861. Han skrev förbluffat hem till sin förläggare Carl Haslinger: "Thermen är omåttligt populär här. Jag förstår inte varför? Varenda konsert måste innehålla Thermen; på order av ledningen!!! Det är för löjligt!!!"

## Om valsen
Speltiden är ca 8 minuter och 1 sekund plus minus några sekunder beroende på dirigentens musikaliska tolkning.

## Weblänkar
- Thermen i Naxos-utgåvan.